# Centrale Eindtoets
De Centrale Eindtoets was een toets voor leerlingen van groep 8 in het Nederlandse basisonderwijs. De Centrale Eindtoets werd verzorgd door het Cito, onder verantwoordelijkheid van het College voor Toetsen en Examens (CvTE). In het schooljaar 2022-2023 werd de Centrale Eindtoets voor het laatst afgenomen. De eindtoets wordt, vanwege een wetswijziging, opgevolgd door de Doorstroomtoets.

## Eindtoets
De Eindtoets Basisonderwijs is sinds 2015 verplicht voor alle leerlingen van groep 8, waar voorheen de Cito toets gangbaar, maar niet verplicht was. De toets geeft inzicht in wat de leerlingen op de basisschool hebben geleerd en welk type vervolgonderwijs bij een leerling past. De Eindtoets Basisonderwijs is bedoeld als 'tweede onafhankelijk gegeven’.
Scholen konden kiezen uit meerdere aanbieders van eindtoetsen en de toetsen werden alle door de overheid ter beschikking gesteld. De door de overheid georganiseerde toets is de Centrale Eindtoets. Sinds het schooljaar 2023-2024 maken kinderen in groep 8 een doorstroomtoets.  

## Onderdelen van de toets
De Centrale Eindtoets toetste de onderdelen 
- Lezen
- Taalverzorging
- Schrijven
- Rekenen

Scholen konden ervoor kiezen ook Wereldoriëntatie mee te nemen in de toets. De resultaten op dit onderdeel telden niet mee in het uiteindelijke advies, maar gaven wel waardevolle informatie.

## Uitslag
De resultaten van de leerling voor Nederlandse taal en rekenen bepalen samen de uitslag op de Centrale Eindtoets. Het resultaat wordt omgerekend naar een standaardscore die loopt van 501 tot en met 550. Bij elke standaardscore hoort een toetsadvies voor een best passend brugklastype.
In de Wet referentieniveaus Nederlandse taal en rekenen is vastgelegd welke niveaus bij leerlingen worden gemeten op verschillende momenten in hun schoolloopbaan. Een referentieniveau geeft aan wat een leerling kan op het gebied van taal en rekenen. De verwachting is dat de meeste leerlingen aan het eind van groep 8 het referentieniveau 1F beheersen. Meer of minder kan ook; leerlingen hoeven niet 1F te behalen om naar het voortgezet onderwijs te kunnen. Het niveau van de leerling wordt aangegeven op het eindrapport van de Centrale Eindtoets

## Ondersteuning voor leerlingen
Er waren verschillende speciale toetsversie van de Centrale Eindtoets voor leerlingen die ondersteuning nodig hadden,  bijvoorbeeld een versie met spraak voor leerlingen met dyslexie of een brailleversie voor kinderen die niet (goed) kunnen zien. 
Ook kon de school soms extra dingen regelen, bijvoorbeeld zorgen voor een rustige plek of voor extra tijd. 